# آرنسباخ (اوسا)
آرنسباخ (به انگلیسی: Arnsbach)، رود کوچکی در هسن آلمان است. این رود به اوسا نزدیک اوزینگن می‌ریزد.